# Міністерство загальних справ (Нідерланди)
Міністерство загальних справ (нід. Ministerie van Algemene Zaken; AZ) — міністерство Нідерландів, відповідальне за державну політику, планування, інформацію та голландський королівський дім. Міністерство було створено в 1937 році та розпущено в 1945 році, але в 1947 році його було відновлено прем'єр-міністром Луїсом Білем. Міністерство залишалося невеликим до 1967 року, коли його значно розширив прем'єр-міністр Піт де Йонг. З часу його прем'єрства Міністерство продовжує розширюватися до сьогодні. Міністр загальних справ (нід. Minister van Algemene Zaken) є главою міністерства, який також є прем'єр - міністром і членом кабінету Нідерландів. Чинним міністром і прем'єр-міністром є Марк Рютте.
Міністерство можна порівняти з канцелярією Німеччини, офісом кабінету міністрів Великобританії або виконавчим офісом президента США, але його призначення як міністерство підкреслює роль прем'єр-міністра Нідерландів як primus inter pares. серед міністрів уряду.
Міністерство має три обов’язки: координація політики уряду, Нідерландського королівського дому та урядові комунікації щодо королівського дому та урядової політики. У міністерстві також знаходиться секретаріат кабінету міністрів Нідерландів.
Головні офіси міністерства розташовані в Бінненгофі, політичному центрі Нідерландів. Однак, починаючи з осені 2021 року, у зв’язку з реконструкцією Бінненгофу, Міністерство буде тимчасово (приблизно на 5-6 років) перенесено до Катшуйсу . Маючи лише близько 400 співробітників, це, безумовно, найменше міністерство в Нідерландах.

## Організація
Наразі Міністерство має чотири державні установи та два управління:
| Державні установи | Державні установи           | Державні установи                                                                               | Державні установи | Обов'язки                      |
| ----------------- | --------------------------- | ----------------------------------------------------------------------------------------------- | ----------------- | ------------------------------ |
|                   | Ministry of General Affairs | Урядова інформаційна служба (нід. Rijksvoorlichtingsdienst )                                    | РВД               | Інформація                     |
|                   | Ministry of General Affairs | Наукова рада з питань державної політики (нід. Wetenschappelijke Raad voor het Regeringsbeleid) | WRR               | Аналітичний центр              |
|                   | Ministry of General Affairs | Офіс Прем'єр-міністра (нід. Kabinet van de Minister-President)                                  | КМП               | Державна політика • Планування |
|                   | Ministry of General Affairs | Служба громадської інформації та комунікацій (нід. Dienst Publiek en Communicatie )             | DPC               | Комунікація                    |

- Директорат відділу Королівського дому (CKH)
- Комісія з нагляду за розвідувальними службами (CTIVD)

## Державний секретар із загальних питань
У Міністерстві загальних справ був один державний секретар. Норберт Шмельцер обіймав посаду державного секретаря із загальних справ у кабінеті Де Куа з 19 травня 1959 року до 24 липня 1963 року.
| Державний секретар з Загальні справи | Державний секретар з Загальні справи | Державний секретар з Загальні справи | Портфоліо                                                                       | Термін повноважень                  | Партія                    | Прем'єр-міністр (Кабінет) |
| ------------------------------------ | ------------------------------------ | ------------------------------------ | ------------------------------------------------------------------------------- | ----------------------------------- | ------------------------- | ------------------------- |
|                                      | Norbert Schmelzer                    | Норберт Шмельцер(1921–2008)          | • Політика приватизації • Державна нерухомість • Організації державного сектору | 19 травня 1959 – 24 липня 1963 року | Католицька народна партія | Ян де Куей ( De Quay )    |
| Джерело: (in Dutch) Rijksoverheid.nl |                                      |                                      |                                                                                 |                                     |                           |                           |